# Quibala
Quibala és un municipi de la província de Kwanza-Sud. Té una extensió de 10.253 km² i 135.898 habitants. Comprèn les comunes de Quibala, Cariango, Dala Cachibo i Lonhe. Limita al nord amb el municipi de Libolo, a l'est amb els de Mussende i Andulo, al sud amb els municipis de Cela i Ebo, i a l'oest amb els municipis de Quilenda i Quiçama.

## Personatges il·lustres
- Serafim Shyngo-Ya-Hombo (* 1945), bisbe de Mbanza Congo
- Chó do Guri (* 1959), escriptor